# Trường quốc tế Anh quốc Cracow
Trường quốc tế Anh quốc Cracow là một trường tư thục ở Kraków, Ba Lan. Nó được thành lập vào ngày 1 tháng 9 năm 1995 để cung cấp cho trẻ em nước ngoài dịch vụ giáo dục của Anh. Trường nhận trẻ em từ 3-19, và phục vụ 210 học sinh từ 20 quốc gia.

## Chương trình giáo dục
Trường quốc tế Anh quốc Cracow sử dụng Chương trình giảng dạy quốc gia tiếng Anh để cung cấp cho sinh viên một nền giáo dục trong môi trường tiếng Anh. Ngoại ngữ được nhấn mạnh, với các sinh viên nói tiếng Pháp và tiếng Đức, song song là ba giờ giảng dạy tiếng mẹ đẻ theo yêu cầu của phụ huynh. Hướng dẫn bằng tiếng mẹ đẻ cũng được cung cấp bằng tiếng Ba Lan, tiếng Ý và tiếng Nhật. Những người nói tiếng Anh không thông thạo được cung cấp một chương trình tiếng Anh như ngôn ngữ thứ hai (ESL).
Học sinh có thể học Chương trình Văn bằng IB của tú tài quốc tế mà trường đã cung cấp từ tháng 4 năm 2006. Văn bằng IB là bằng cấp đầu vào Đại học được cung cấp cho học sinh Lớp 12 và 13 (tuổi từ 16-18).
Học sinh cũng có thể làm bài kiểm tra chứng chỉ giáo dục trung học quốc tế. Trường đã được công nhận bởi Đại học London (Edexcel), AQA và Đại học Cambridge.